# Derek Redmond

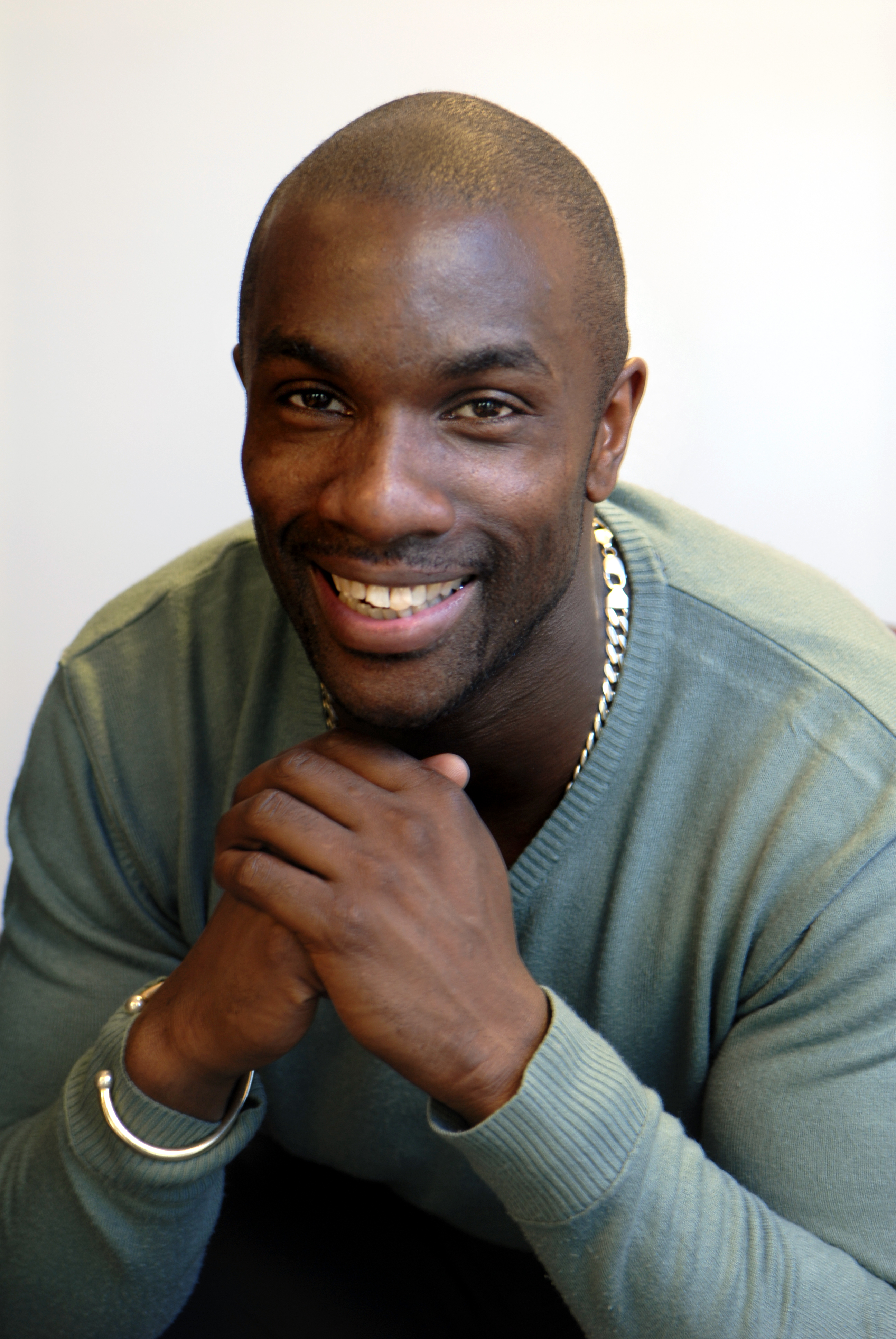
Derek Redmond 2007

Derek Anthony Redmond (* 3. September 1965 in Bletchley, Milton Keynes, England) ist ein ehemaliger britischer Leichtathlet und Olympiateilnehmer.
1985 verbesserte Redmond den britischen Rekord im 400-Meter-Lauf von David Jenkins, als er 44,82 Sekunden lief. Bei den Europameisterschaften 1986 erreichte er mit 45,25 Sekunden den vierten Platz, Roger Black gewann mit neuem britischen Rekord von 44,59 Sekunden Gold. 
Mit der britischen 4-mal-400-Meter-Staffel gewann Redmond Gold in 2:59,84 Minuten (Derek Redmond, Kriss Akabusi, Brian Whittle, Roger Black).
Bei den Weltmeisterschaften 1987 stellte Redmond im Halbfinale einen neuen britischen Rekord mit 44,50 Sekunden auf. Im Finale wurde er in 45,06 Sekunden Fünfter; seine Halbfinalzeit hätte für Silber hinter Thomas Schönlebe ausgereicht. Silber gewann er dann tatsächlich im Staffelwettbewerb, als sich Derek Redmond, Kriss Akabusi, Roger Black und Philip Brown in 2:58,86 nur der Staffel aus den USA geschlagen geben mussten.
Es folgten Jahre von Verletzungen und erst 1991 bei den Weltmeisterschaften war Redmond wieder in der britischen Staffel, nachdem er über 400 Meter im Halbfinale gescheitert war. Die Briten lieferten sich einen dramatischen Kampf mit der Staffel aus den Vereinigten Staaten. Roger Black als Startläufer der Briten holte einen kleinen Vorsprung gegenüber Andrew Valmon heraus. Derek Redmond lief als Zweiter zwar die schnellste Runde aller Briten, lag aber deutlich hinter dem wie entfesselt laufenden Quincy Watts zurück. John Regis brachte die Briten gegen Danny Everett ein wenig heran und auf der Schlussrunde überholte Kriss Akabusi den amtierenden Weltmeister über 400 Meter Antonio Pettigrew. Black, Redmond, Regis und Akabusi liefen 2:57,53 Minuten und gewannen mit vier Hundertstelsekunden vor der Staffel aus den USA.
Nachdem Redmond die Olympischen Spiele 1988 wegen Verletzung verpasst hatte, sollten die Spiele 1992 der Höhepunkt seiner Karriere werden. Über 400 Meter hatte er Vorlauf und Zweite Runde gewonnen; im Halbfinale zog er sich einen Muskelfaserriss in der hinteren Oberschenkelmuskulatur zu. Abgeschlagen beendete er dennoch das Rennen mit der Hilfe seines Vaters, der ihm von der Tribüne zur Hilfe eilte. Im zweiten Halbfinale nahm ihm David Grindley mit 44,47 Sekunden dann den britischen Rekord im 400-Meter-Lauf ab.
Mit dieser Verletzung endete Redmonds Karriere als Leichtathlet, später spielte er Basketball und Rugby Seven. Von 1994 bis 2000 war er mit der Schwimmerin Sharron Davies verheiratet.